# Grand Prix-wegrace van Duitsland 1979
De Grand Prix-wegrace van Duitsland 1979 was derde race van wereldkampioenschap wegrace in het seizoen 1979. De race werd verreden op 6 mei 1979 op de Hockenheimring nabij Hockenheim.
Morbidelli debuteerde met twee nieuwe motorfietsen in Duitsland: de nieuwe 500 cc viercilinder en de 250 cc tweecilinder met de tank onder het motorblok. Graziano Rossi viel uit in de 500 cc klasse en werd in de 250 cc klasse slechts 18e.

## 500 cc
In Duitsland trainde Barry Sheene als snelste, maar drie Nederlanders (Wil Hartog, Boet van Dulmen en Jack Middelburg) stonden bij de eerste tien. Hartog ging er vanaf de start meteen vandoor en bouwde binnen een paar ronden een voorsprong van negen seconden op. Boet van Dulmen zat nog in de achtervolgende groep, samen met Sheene, Roberts en Ferrari, maar viel uit door een uitgelopen big-end lager. Sheene viel uit door een kapot krukastandwiel. Doordat Hartog gehinderd werd door achterblijvers wist Roberts nog even dichtbij te komen, maar nadat Hartog daarvoor gewaarschuwd werd vanuit de pit nam hij weer afstand.

### Uitslag 500 cc
| Pos | Coureur              | Merk       | Tijd               | Punten |
| --- | -------------------- | ---------- | ------------------ | ------ |
| 1   | Wil Hartog           | Suzuki     | 42' 33" 9          | 15     |
| 2   | Kenny Roberts        | Yamaha     | +3" 6              | 12     |
| 3   | Virginio Ferrari     | Suzuki     | +12" 6             | 10     |
| 4   | Bernard Fau          | Suzuki     | +25" 9             | 8      |
| 5   | Philippe Coulon      | Suzuki     | +27" 9             | 6      |
| 6   | Franco Uncini        | Suzuki     | +47" 4             | 5      |
| 7   | Jack Middelburg      | Suzuki     | +48" 8             | 4      |
| 8   | Christian Sarron     | Yamaha     | +1' 05" 1          | 3      |
| 9   | Steve Parrish        | Suzuki     | +1' 06" 2          | 2      |
| 10  | Mike Baldwin         | Suzuki     | +1' 27" 2          | 1      |
| 11  | Dennis Ireland       | Suzuki     | +1 ronde           |        |
| 12  | Elmar Renner         | Suzuki     | +1 ronde           |        |
| 13  | Henk de Vries        | Suzuki     | +1 ronde           |        |
| 14  | Gerhard Vogt         | Suzuki     | +1 ronde           |        |
| 15  | Hans-Otto Butenuth   | Suzuki     | +1 ronde           |        |
| 16  | Max Nöthiger         | Suzuki     | +1 ronde           |        |
| 17  | Herbert Schieferecke | Suzuki     | +1 ronde           |        |
| 18  | Bosse Granath        | Suzuki     | +2 ronden          |        |
| 19  | King Wong Kwong      | Suzuki     | +2 ronden          |        |
| 20  | Michael Schmid       | Suzuki     | +2 ronden          |        |
| 21  | Stefano Bonetti      | Suzuki     | +4 ronden          |        |
| DNF | Max Wiener           | Suzuki     | motor              |        |
| DNF | Barry Sheene         | Suzuki     | krukas             |        |
| DNF | Boet van Dulmen      | Suzuki     | uitgelopen big-end |        |
| DNF | Graziano Rossi       | Morbidelli |                    |        |
| DNF | Giovanni Pelletier   | Suzuki     |                    |        |
| DNF | Tom Herron           | Suzuki     | krukas             |        |
| DNF | Marco Lucchinelli    | Suzuki     |                    |        |
| DNF | Jürgen Steiner       | Suzuki     | motor              |        |
| DNF | Børge Nielsen        | Suzuki     | motor              |        |
| DNF | Carlo Perugini       | Suzuki     |                    |        |
| DNF | Gianni Rolando       | Suzuki     |                    |        |
| DNF | Carlo Prati          | Suzuki     |                    |        |
| DNF | Seppo Ojala          | Suzuki     |                    |        |
| DNF | Alex George          | Suzuki     |                    |        |
| DNF | Gustav Reiner        | Suzuki     |                    |        |
| DNF | Sandro Moro          | Suzuki     |                    |        |
| DNF | Hiroyuki Kawasaki    | Suzuki     | val                |        |
| DNF | Mick Grant           | Suzuki     |                    |        |
| DNF | Hans Schöfer         | Yamaha     |                    |        |
| DNF | Michel Rougerie      | Suzuki     |                    |        |
| DNS | Peter Sjöström       | Suzuki     |                    |        |

## 350 cc
Net als in de 250 cc klasse stond Walter Villa in Duitsland ook in de 350 cc race op poleposition. Hij kon echter niet starten, want na de opwarmronde bleek zijn schakelpedaal afgebroken te zijn. Jon Ekerold ging de strijd aan met Toni Mang, wiens Kawasaki KR 350 sneller was. Ekerold moest hem dus elke keer in het bochtige Motodrom passeren en deed dat ook. Zelfs in de passage van de laatste ronde lag Mang op kop, maar Ekerold ging hem in de Sachskurve voorbij en won. Kork Ballington lag derde, maar stopte even wegens een klein vastlopertje. Daarna gaf hij weer veel gas, maar de derde plaats moest hij aan Michel Frutschi laten.

### Uitslag 350 cc
| Pos | Coureur            | Merk                    | Tijd                   | Punten |
| --- | ------------------ | ----------------------- | ---------------------- | ------ |
| 1   | Jon Ekerold        | Opstalan-Yamaha         | 44' 27" 3              | 15     |
| 2   | Toni Mang          | Kawasaki                | +0" 6                  | 12     |
| 3   | Michel Frutschi    | Yamaha                  | +6" 1                  | 10     |
| 4   | Kork Ballington    | Kawasaki                | +19" 4                 | 8      |
| 5   | Christian Estrosi  | Kawasaki                | +20" 0                 | 6      |
| 6   | Roland Freymond    | Yamaha                  | +22" 3                 | 5      |
| 7   | Pekka Nurmi        | Yamaha                  | +1' 08" 1              | 4      |
| 8   | Vic Soussan        | Yamaha                  | +1' 08" 1              | 3      |
| 9   | Richard Hubin      | Yamaha                  | +1' 16" 4              | 2      |
| 10  | Yoshimi Matsumoto  | Yamaha                  | +1' 19" 1              | 1      |
| 11  | Max Wiener         | Yamaha                  | +1' 22" 7              |        |
| 12  | Jeffrey Sayle      | Yamaha                  | +1' 22" 8              |        |
| 13  | W. Hilbk           | Yamaha                  | +1' 23" 1              |        |
| 14  | Toni Haad          | Yamaha                  | +1' 48" 0              |        |
| 15  | Klaas Hernamdt     | Yamaha                  | +1' 48" 2              |        |
| 16  | Sadao Asami        | Yamaha                  | +1' 57" 3              |        |
| 17  | John Long          | Yamaha                  | +2' 12" 9              |        |
| 18  | Josef Hage         | Yamaha                  |                        |        |
| 19  | J. Beck            | Yamaha                  | +1 ronde               |        |
| 20  | René Delaby        | Yamaha                  |                        |        |
| 21  | A. Granath         | Yamaha                  |                        |        |
| 22  | Olivier Liégeois   | Yamaha                  |                        |        |
| 23  | Wulf Gerstenmaiser | Yamaha                  |                        |        |
| 24  | Walter Migliorati  | Yamaha                  |                        |        |
| 25  | Kenny Blake        | Yamaha                  |                        |        |
| 26  | Hans Schöfer       | Yamaha                  |                        |        |
| 27  | John Weeden        | Yamaha                  | +2 ronden              |        |
| DNF | Adelio Faccioli    | Yamaha                  | val                    |        |
| DNF | Gianfranco Bonera  | Yamaha                  | val                    |        |
| DNF | Gregg Hansford     | Kawasaki                |                        |        |
| DNF | Michel Rougerie    | Bimota-Yamaha           |                        |        |
| DNF | Patrick Fernandez  | Yamaha                  |                        |        |
| DNF | Pentti Korhonen    | Yamaha                  |                        |        |
| DNF | Chas Mortimer      | Yamaha                  |                        |        |
| DNF | Ernst Fagerer      | Yamaha                  |                        |        |
| DNF | Eric Saul          | Yamaha                  |                        |        |
| DNF | Barry Ditchburn    | Kawasaki                |                        |        |
| DNF | Alan North         | Yamaha                  |                        |        |
| DNF | Gustav Reiner      | Yamaha                  | val                    |        |
| DNF | Gregg Barsdorf     | Yamaha                  |                        |        |
| DNF | Armand Gras        | Yamaha                  |                        |        |
| DNF | Eero Hyvärinen     | Yamaha                  |                        |        |
| DNF | Grunwald Harfmann  | Yamaha                  | val                    |        |
| DNF | Randy Mamola       | Adriatica-Bimota-Yamaha |                        |        |
| DNF | Horst Lahfeld      | Yamaha                  |                        |        |
| DNF | Bernd Tüngethal    | Yamaha                  |                        |        |
| DNF | Patrick Pons       | Yamaha                  |                        |        |
| DNS | Walter Villa       | Yamaha                  | gebroken schakelpedaal |        |

## 250 cc
Walter Villa reed in de 250 cc klasse de snelste trainingstijd. Hij kon de strijd aangaan met Kork Ballington, terwijl Jon Ekerold, Toni Mang en Gregg Hansford heel slecht startten. Villa kwam met de finish in zicht zonder benzine te staan, en werd als 27e geklasseerd. Ekerold, Mang en Hansford vochten zich naar voren en Toni Mang bond de strijd om de tweede plaats aan met Randy Mamola. Die wist zijn plaats echter vast te houden. Patrick Fernandez reed zonder voorrem en werd slechts 16e. Graziano Rossi had een nieuwe, experimentele Morbidelli met de tank onder het motorblok en begon sterk aan de race. Hij viel echter steeds verder terug en werd 18e.

### Uitslag 250 cc
| Pos | Coureur                      | Merk                    | Tijd      | Punten |
| --- | ---------------------------- | ----------------------- | --------- | ------ |
| 1   | Kork Ballington              | Kawasaki                | 38' 34" 4 | 15     |
| 2   | Randy Mamola                 | Adriatica-Bimota-Yamaha | +4" 2     | 12     |
| 3   | Toni Mang                    | Kawasaki                | +16" 3    | 10     |
| 4   | Jon Ekerold                  | Opstalan-Yamaha         | +34" 7    | 8      |
| 5   | Guy Bertin                   | Yamaha                  | +34" 9    | 6      |
| 6   | Gregg Hansford               | Kawasaki                | +35" 2    | 5      |
| 7   | Hans Müller                  | Yamaha                  | +38" 3    | 4      |
| 8   | Barry Ditchburn              | Kawasaki                | +49" 4    | 3      |
| 9   | Pentti Korhonen              | Yamaha                  | +51" 6    | 2      |
| 10  | Alan North                   | Yamaha                  | +56" 6    | 1      |
| 11  | Gianpaolo Marchetti          | MBA                     | +1' 09" 3 |        |
| 12  | Jean-François Baldé          | Kawasaki                |           |        |
| 13  | Vic Soussan                  | Yamaha                  |           |        |
| 14  | Eric Saul                    | Yamaha                  |           |        |
| 15  | Harald Merkl                 | Yamaha                  |           |        |
| 16  | Patrick Fernandez            | Yamaha                  |           |        |
| 17  | Olivier Chevallier           | Yamaha                  |           |        |
| 18  | Graziano Rossi               | Morbidelli              |           |        |
| 19  | Josef Hage                   | Yamaha                  |           |        |
| 20  | Roland Kopf                  | Yamaha                  |           |        |
| 21  | Reino Eskelinen              | Yamaha                  |           |        |
| 22  | Eero Hyvärinen               | Yamaha                  |           |        |
| 23  | Paolo Pileri                 | Yamaha                  |           |        |
| 24  | Thierry Espié                | Yamaha                  |           |        |
| 25  | John Long                    | Yamaha                  |           |        |
| 26  | Fernando González De Nicolás | Yamaha                  |           |        |
| 27  | Walter Villa                 | Yamaha                  |           |        |
| 28  | Walter Hoffmann              | Yamaha                  |           |        |
| 29  | August Auinger               | Yamaha                  |           |        |
| 30  | John Weeden                  | Yamaha                  |           |        |
| 31  | Hans Gasser                  | Kawasaki                |           |        |
| 32  | Willem-Jan Nooteboom         | Yamaha                  |           |        |
| 33  | Peter Baláž                  | Yamaha                  |           |        |
| 34  | Wulf Gerstenmaier            | Yamaha                  |           |        |
| DNF | Sadao Asami                  | Yamaha                  |           |        |
| DNF | Richard Hubin                | Yamaha                  |           |        |
| DNF | Edi Stöllinger               | Kawasaki                |           |        |
| DNF | Christian Estrosi            | Kawasaki                |           |        |
| DNF | Harald Johler                | Yamaha                  |           |        |
| DNF | Roland Freymond              | Yamaha                  |           |        |
| DNF | Chas Mortimer                | Yamaha                  |           |        |
| DNF | Gregg Barsdorf               | Yamaha                  |           |        |
| DNF | Armand Gras                  | Yamaha                  |           |        |
| DNF | Frank Steinhausen            | Yamaha                  |           |        |
| DNF | Pekka Nurmi                  | Yamaha                  |           |        |
| DNF | Grunwald Harfmann            | Yamaha                  |           |        |
| DNF | Bernd Tüngethal              | Yamaha                  |           |        |
| DNF | Raymond Roche                | Yamaha                  |           |        |
| DNF | R. Weib                      | Yamaha                  |           |        |
| DNF | G. Young                     | Yamaha                  |           |        |

## 125 cc
In de 125 cc klasse reed Ángel Nieto de snelste trainingstijd. Net als in de GP van Oostenrijk ontstond er een strijd met Harald Bartol, die aan de leiding mocht rijden. Alleen in de achtste en de tiende ronde nam Nieto even de koppositie over, maar dat deed hij ook in de laatste ronde. Hij won met ruim een seconde voorsprong. Thierry Espié lag lang op de derde plaats, maar viel met pech uit.

### Uitslag 125 cc
| Pos | Coureur                | Merk         | Tijd      | Punten |
| --- | ---------------------- | ------------ | --------- | ------ |
| 1   | Ángel Nieto            | Minarelli    | 35' 35" 8 | 15     |
| 2   | Harald Bartol          | Morbidelli   | +1" 7     | 12     |
| 3   | Walter Koschine        | Delta-Fantic | +55" 7    | 10     |
| 4   | Hans Müller            | MBA-Elit     | +56" 0    | 8      |
| 5   | Gert Bender            | Bender       | +58" 3    | 6      |
| 6   | Eugenio Lazzarini      | Morbidelli   | +59" 4    | 5      |
| 7   | Per-Edvard Carlsson    | MBA          | +1' 12" 4 | 4      |
| 8   | Peter Looijesteijn     | MBA          | +1' 12" 6 | 3      |
| 9   | Alfred Waibel          | Morbidelli   | +1' 13" 0 | 2      |
| 10  | Patrick Hérouard       | Morbidelli   | +1' 23" 6 | 1      |
| 11  | Pier Paolo Bianchi     | Minarelli    | +1' 26" 0 |        |
| 12  | Stefan Jansen          | Morbidelli   |           |        |
| 13  | D. Braun               | MBA          |           |        |
| 14  | Jean-Louis Guignabodet | Morbidelli   |           |        |
| 15  | K. Illigen             | Morbidelli   |           |        |
| 16  | Matti Kinnunen         | MBA          |           |        |
| 17  | Jean-François Lecureux | Morbidelli   |           |        |
| 18  | Cees van Dongen        | Morbidelli   |           |        |
| 19  | Thierry Noblesse       | Morbidelli   |           |        |
| 20  | Walter Rapolani        | Morbidelli   |           |        |
| DNF | Clive Horton           | Morbidelli   |           |        |
| DNF | Patrick Plisson        | Morbidelli   |           |        |
| DNF | Stefan Dörflinger      | Morbidelli   |           |        |
| DNF | August Auinger         | Morbidelli   |           |        |
| DNF | Ernst Fagerer          | Morbidelli   |           |        |
| DNF | Ricardo Tormo          | Bultaco      |           |        |
| DNF | Rolf Blatter           | Morbidelli   |           |        |
| DNF | Enrico Cereda          | MBA          |           |        |
| DNF | Jean-Claude Selini     | MBA          |           |        |
| DNF | W. Rothmann            | Morbidelli   |           |        |
| DNF | J. Roller              | Morbidelli   |           |        |
| DNF | Bruno Kneubühler       | MBA          |           |        |
| DNF | Hagen Klein            | Morbidelli   |           |        |
| DNF | Aldo Pero              | Kreidler     |           |        |
| DNF | Thierry Espié          | Motobécane   |           |        |
| DNF | Henk van Kessel        | Condor       |           |        |
| DNS | Jan Huberts            | MBA          |           |        |

## 50 cc
In de eerste race van 1979 was Ricardo Tormo (Bultaco) in de trainingen de snelste. Veel spanning werd er niet verwacht, want achter Eugenio Lazzarini (Van Veen-Kreidler) gaapte een gat van ruim negen seconden met derde man Wolfgang Müller (Kreidler). Peter Looijesteijn (Kreidler) was liefst twintig seconden langzamer dan Ricardo Tormo. In de race gingen Tormo en Lazzarini er als verwacht samen vandoor, maar Lazzarini riskeerde te veel om Tormo te volgen en viel. Drie ronden later viel Tormo uit door een gat in de zuiger en daardoor ontstonden ineens kansen voor de privérijders. Gerhard Waibel, die de testritten voor Van Veen had gedaan toen Lazzarini genas van een sleutelbeenbreuk, nam de leiding en Looijesteijn zat ineens op de tweede plaats, nadat hij Ingo Emmerich voorbij was gegaan. Waibel ontdekte pas na de finish dat hij gewonnen had. Met 20 jaar en 140 dagen was (en bleef) hij de jongste winnaar in de 50 cc klasse.

### Uitslag 50 cc
| Pos | Coureur            | Merk              | Tijd      | Punten |
| --- | ------------------ | ----------------- | --------- | ------ |
| 1   | Gerhard Waibel     | Kreidler          | 30' 07" 0 | 15     |
| 2   | Peter Looijesteijn | Kreidler          | +11" 3    | 12     |
| 3   | Ingo Emmerich      | Kreidler          | +11" 9    | 10     |
| 4   | Rolf Blatter       | Kreidler          | +12" 1    | 8      |
| 5   | Reiner Scheidhauer | Kreidler          | +29" 0    | 6      |
| 6   | Aldo Pero          | Kreidler          | +29" 4    | 5      |
| 7   | Hagen Klein        | Hess Spezial      | +52" 9    | 4      |
| 8   | Rudolf Kunz        | Kreidler          | +54" 4    | 3      |
| 9   | Hans-Jürgen Hummel | Kreidler          | +1' 02" 6 | 2      |
| 10  | Jacky Hutteau      | ABF               | +1' 24" 9 | 1      |
| 11  | Günter Schirnhofer | Kreidler          | +1' 32" 1 |        |
| 12  | Sergio Zattoni     | LGM               | +1' 32" 4 |        |
| 13  | Chris Baert        | Kreidler          | +1' 32" 8 |        |
| 14  | Luigi Rinaudo      | Tomos             | +1' 32" 9 |        |
| 15  | M. Ketter          | Kreidler          | +1' 37" 0 |        |
| 16  | G. Bauer           | Kreidler          | +1' 39" 1 |        |
| 17  | Otto Machinek      | Kreidler E        | +1' 49" 5 |        |
| 18  | Bruno Di Carlo     | Kreidler MDC      | +1' 49" 8 |        |
| 19  | K. Kull            | Van Veen-Kreidler | +1' 53" 9 |        |
| 20  | Ezio Mischiatti    | LGM               | +2' 44" 7 |        |
| 21  | Wolfgang Golembeck | Kreidler          | +3' 12" 7 |        |
| 22  | Hermano Sande      | Kreidler          | +1 ronde  |        |
| 23  | D. Goeppner        | Kreidler          |           |        |
| 24  | J. Vainio          | Kreidler          |           |        |
| 25  | Zbyněk Havrda      | Kreidler OKD      |           |        |
| DNF | Eugenio Lazzarini  | Van Veen-Kreidler | val       |        |
| DNF | Ricardo Tormo      | Bultaco           | motor     |        |
| DNF | Patrick Plisson    | ABF               |           |        |
| DNF | Wolfgang Müller    | Van Veen-Kreidler |           |        |
| DNF | Stefan Dörflinger  | Kreidler          |           |        |
| DNF | Henk van Kessel    | Sparta            |           |        |
| DNF | Joaquín Galí       | Bultaco           |           |        |
| DNF | M. Van De Steen    | Special           |           |        |
| DNF | Cees van Dongen    | Kreidler          |           |        |
| DNF | Z. Krstic          | Tomos             |           |        |
| DNF | Walter Rapolani    | Kreidler          |           |        |
| DNF | F. Ungar           | Kreidler          |           |        |
| DNF | Yves Le Toumelin   | TYL               |           |        |
| DNF | Gerhard Singer     | Kreidler          |           |        |
| DNF | Kasimir Rapczynski | Kreidler          |           |        |
| DNF | F. Jacobs          | Kreidler          |           |        |
| DNF | K. Sedlacek        | Kreidler          |           |        |
| DNF | B. Treutlein       | WMS Spezial       |           |        |
| DNF | S. Danielsson      | Kreidler GP       |           |        |
| DNF | Daniel Corvi       | Scrab-Kreidler    |           |        |
| DNF | R. Schuster        | Kreidler          |           |        |

## Zijspanklasse B2A
In Duitsland kwamen de combinaties van Rolf Biland (TTM-Yamaha), Alain Michel en Cees Smit (beiden met een omgebouwde B2B Seymaz) weer niet door de keuring van de B2A-klasse. Daarmee was hun reis vergeefs, want de B2B-klasse reed niet in Hockenheim. In de race reden drie combinaties beurtelings aan de leiding: Siegfried Schauzu/Lorenzo Puzo, Dick Greasley/John Parkins en Rolf Steinhausen/Kenny Arthur. Rolf Steinhausen, wiens Yamaha door Harald Bartol getuned was, won de race met een seconde voorsprong op Schauzu. Jock Taylor reed met vervangende bakkenist Jim Law nadat Jimmy Neil bij een ongeluk een pols had gebroken en Dave Powell op Oulton Park dodelijk verongelukt was.

### Uitslag
| Pos | Coureur           | Bakkenist            | Merk           | Tijd                 | Punten |
| --- | ----------------- | -------------------- | -------------- | -------------------- | ------ |
| 1   | Rolf Steinhausen  | Kenny Arthur         | KSA-Yamaha     | 35' 10" 2            | 15     |
| 2   | Siegfried Schauzu | Lorenzo Puzo         | Busch-Yamaha   | +1" 3                | 12     |
| 3   | Dick Greasley     | John Parkins         | Convent-Yamaha | +7" 2                | 10     |
| 4   | George O'Dell     | Cliff Holland        | S/C-Yamaha     | +23" 2               | 8      |
| 5   | Jock Taylor       | Jim Law              | Windle-Yamaha  | +26" 9               | 6      |
| 6   | Hermann Huber     | Bernhard Schappacher | Krauser-Yamaha | +39" 2               | 5      |
| 7   | Werner Schwärzel  | Andreas Huber        | Yamaha         |                      | 4      |
| 8   | Jesco Höckert     | Helmut Weiser        | Busch-Yamaha   |                      | 3      |
| 9   | Bill Hodgkins     | Donnie Williams      | Dogby-Yamaha   |                      | 2      |
| 10  | Göte Brodin       | Billy Gällros        | Krauser-Yamaha |                      | 1      |
| DNS | Rolf Biland       | Kurt Waltisperg      | TTM-Yamaha     | combinatie afgekeurd |        |
| DNS | Alain Michel      | Stuart Collins       | Seymaz-Yamaha  | combinatie afgekeurd |        |
| DNS | Cees Smit         | Charles Vroegop      | Seymaz-Yamaha  | combinatie afgekeurd |        |

1925 · 1926 · 1927 · 1928 · 1929 · 1930 · 1931 · 1933 · 1934 · 1935 · 1936 · 1937 · 1938 · 1939 · 1949 · 1950 · 1951 · 1952 · 1953 · 1954 · 1955 · 1956 · 1957 · 1958 · 1959 · 1960 · 1961 · 1962 · 1963 · 1964 · 1965 · 1966 · 1967 · 1968 · 1969 · 1970 · 1971 · 1972 · 1973 · 1974 · 1975 · 1976 · 1977 · 1978 · 1979 · 1980 · 1981 · 1982 · 1983 · 1984 · 1985 · 1986 · 1987 · 1988 · 1989 · 1990 · 1991 · 1992 · 1993 · 1994 · 1995 · 1996 · 1997 · 1998 · 1999 · 2000 · 2001 · 2002 · 2003 · 2004 · 2005 · 2006 · 2007 · 2008 · 2009 · 2010 · 2011 · 2012 · 2013 · 2014 · 2015 · 2016 · 2017 · 2018 · 2019 · 2021 · 2022 · 2023 · 2024 · 2025